# Волоцкой, Александр Алексеевич
Александр Алексеевич Волоцкой (1808—1875) — генерал-лейтенант, Ставропольский губернатор, сенатор.

## Биография
Родился 6 (18) сентября 1808 года. Образование получил в Школе гвардейских подпрапорщиков и кавалерийских юнкеров, откуда в 1825 году выпущен подпрапорщиком в лейб-гвардии Преображенский полк, в 29 марта того же года произведён в прапорщики.
В 1827 году Волоцкой получил чин подпоручика и был назначен адъютантом к генералу Нейдгардту. На этой должности он принял участие в начавшейся в 1828 году русско-турецкой войне, отличился при осаде Варны; 20 ноября 1828 года пожалован золотой шпагой с надписью «За храбрость». В 1830 году произведён в поручики.
В 1831 году Волоцкой сражался в Польше с повстанцами и отличился в сражениях при Вавре, под Остроленкой, у Вильны и штурме Варшавских укреплений; за отличие был произведён в штабс-капитаны и награждён орденами Св. Владимира 4-й степени с бантом, Св. Анны 3-й степени с бантом и польским знаком за военное достоинство 4-й степени.
В 1832 году Волоцкой получил чин капитана и в 1834 году был переведён в лейб-гвардии Конно-гренадерский полк, где в 1838 году был произведён в полковники.
В 1840 году Волоцкой был отчислен по кавалерии и назначен состоять при Отдельном Кавказском корпусе. С этого времени началась его боевая служба на Кавказе. В 1840 году он сражался с горцами за Кубанью, в 1841 году был в делах в Северном и Нагорном Дагестане при взятии Хубарских высот, в Ауховском обществе и при взятии Кишень-аула. В кампании 1843 года находился в походах на левом и правом флангах Кавказской линии.
Назначенный в 1844 году командиром Тифлисского егерского полка Волоцкой в кампании того же года командовал летучим отрядом на Сулакской линии, за отличие был награждён орденом Св. Владимира 3-й степени с мечами. В 1845 году он был на Лезгинской линии при движении отряда в общество Тебель. За беспорочную выслугу 25 лет в офицерских чинах 1 января 1847 года он был награждён орденом Св. Георгия 4-й степени (№ 7556 по кавалерскому списку Григоровича — Степанова) и вновь сражался на Лезгинской линии и был при истреблении аула Чардахлы.
6 декабря 1847 года Волоцкой был произведён в генерал-майоры и назначен Ставропольским гражданским губернатором, занимал эту должность по 1853 год. За это время он был награждён орденами Св. Станислава 1-й степени с мечами (4 августа 1849 года) и Св. Анны 1-й степени (6 декабря 1851 года; императорская корона и мечи к этому ордену пожалованы 1 января 1855 года). Был произведён в генерал-лейтенанты 26 августа 1856 года.
Как ставропольский губернатор Волоцкой руководил массовым расстрелом восставших крепостных крестьян с применением артиллерии в имении помещиков Калантаровых в селе Маслов Кут Пятигорского уезда Ставропольской губернии, было убито и умерло от ран более 160 человек.
Был назначен 1 августа 1859 года сенатором, присутствовал в 1-м отделении 5-го департамента и 1-м отделении 3-го департамента; с 1 января 1863 года заседал в департаменте герольдии и 9 октября того же года назначен членом особого комитета для рассмотрения основных положений преобразования арестантских рот инженерного ведомства и устройства военных тюрем. Затем по май 1874 года был вице-президентом и председателем Санкт-Петербургского попечительного о тюрьмах комитета. С 1861 по 1874 год — член Попечительского совета заведений общественного призрения в Санкт-Петербурге, с 1861 по 1863 год — попечитель Калинкинской больницы.
Был награждён 1 января 1865 года орденом Св. Владимира 2-й степени с мечами, в 1869 году удостоен ордена Белого орла.
Так же как его младший брат Николай Алексеевич Волоцкой (камергер и действительный статский советник) был почётным мировым судьёй Кадниковского уезда Вологодской губернии.
Скончался в ночь с 20 на 21 апреля 1875 года в Марселе во время заграничного отпуска, похоронен в Санкт-Петербурге 3 июня на Тихвинском кладбище Александро-Невской лавры.